# Lynn Chadwick
Lynn Russell Chadwick (Londra, 24 novembre 1914 – Stroud, 25 aprile 2003) è stato uno scultore britannico.

## Biografia
Si laureò nel 1935 in architettura, ma la sua attività subì un'interruzione a causa della seconda guerra mondiale, durante la quale Chadwick si arruolò come pilota nell'aviazione.
Subito dopo la fine delle ostilità, l'artista produsse i suoi primi esperimenti di scultura, come a tutti gli effetti risultarono i mobiles del 1945, parzialmente influenzati dall'americano Alexander Calder.
Le sculture successive, definite balanced sculptures furono massicci oggetti ferrosi e vetrosi, contraddistinti da valenze simboliche.
Intorno al 1950 iniziò la serie di profili geometrici raffiguranti animali o esseri di fantasia.
Sempre allo stesso anno risale la sua prima mostra personale presso la Galleria Gimpel londinese.

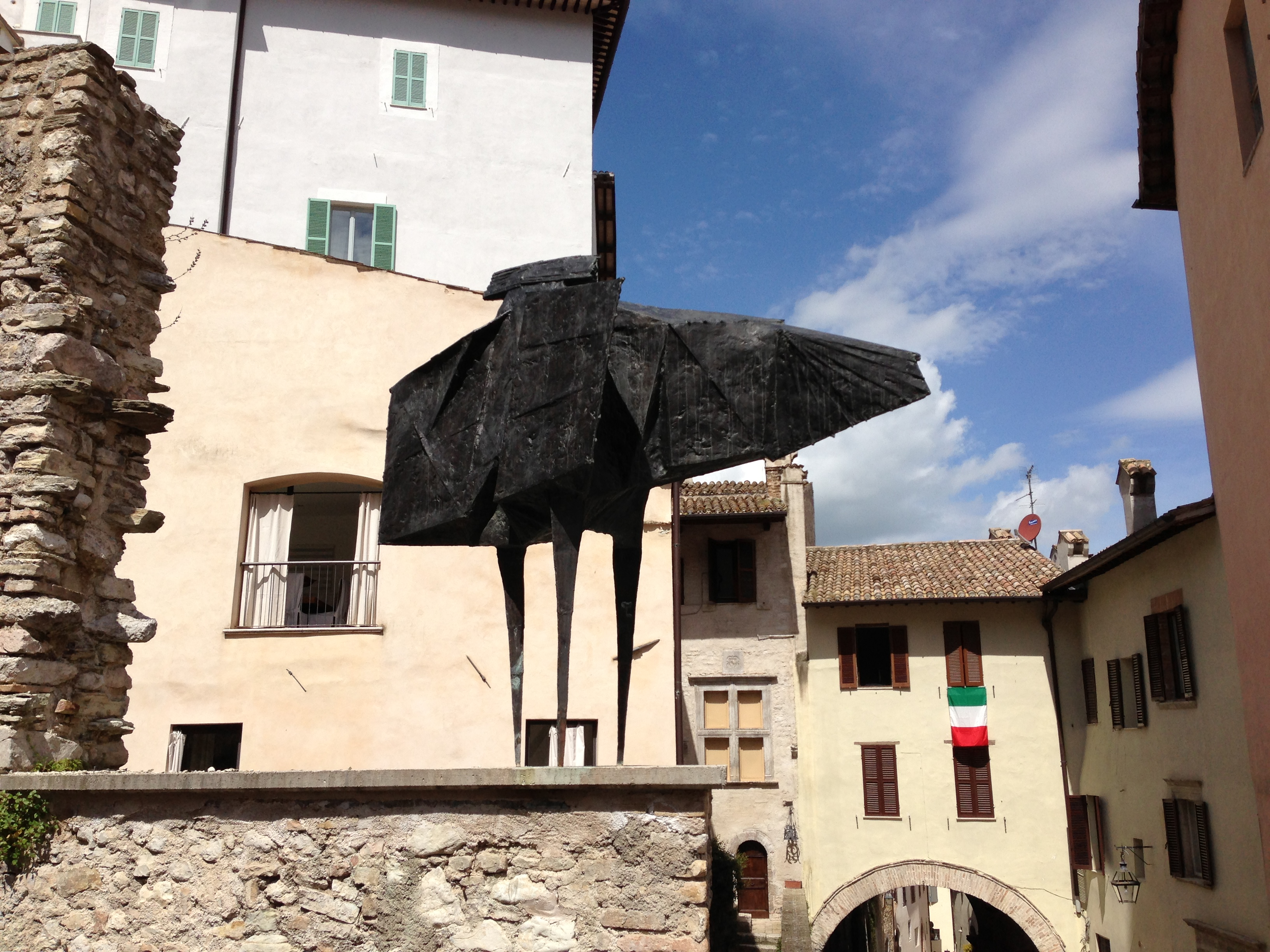
Spoleto. Scultura Stranger III di Lynn Chadwick

Nel 1962 inviò l'opera Stranger III, un bronzo del 1959, a Spoleto perché partecipasse alla mostra Sculture in città curata da Giovanni Carandente. Ritenendo la collocazione particolarmente felice e suggestiva, decise di farne dono alla città e di lasciarla per sempre dove ancora si trova, al termine della scalinata che conduce in piazza del Duomo. L'opera, appartenente ad una nutrita serie dallo stesso titolo, si ispira a forme antropomorfe. L'artista inviò anche un disegno per la base. 
Chadwick espose anche Two winged figures, composta da due forme in ferro dipinto, una nera e una gialla, realizzate nelle officine Italsider di  Cornigliano.
Chadwick divenne Commander of the British Empire nel 1964 e gli fu conferito l'Ordre des arts et des lettres nel 1985.
Morì a Lypiatt Park, vicino Stroud, il 25 aprile 2003.